# Powiat Neuwied
Powiat Neuwied (niem. Landkreis Neuwied) – powiat w niemieckim kraju związkowym Nadrenia-Palatynat. Siedzibą powiatu jest miasto Neuwied.

## Podział administracyjny
Powiat Neuwied składa się z:
- jednej gminy miejskiej (Stadt)
- siedmiu gmin związkowych (Verbandsgemeinde)

Gminy miejskie:
| Lp. | Nazwa gminy miejskiej | Ludność (31 grudnia 2018) | Powierzchnia km² |
| --- | --------------------- | ------------------------- | ---------------- |
| 1   | Neuwied               | 64.574                    | 86,50            |

Gminy związkowe:
| Lp. | Nazwa gminy związkowej  | Ludność (31.12.2009) | Powierzchnia km² | Liczba gmin |
| --- | ----------------------- | -------------------- | ---------------- | ----------- |
| 1   | Asbach                  | 22.328               | 108,16           | 4           |
| 2   | Bad Hönningen           | 11.911               | 55,29            | 4           |
| 3   | Dierdorf                | 10.800               | 65,81            | 6           |
| 4   | Linz am Rhein           | 18.609               | 64,73            | 7           |
| 5   | Puderbach               | 14.788               | 95,69            | 16          |
| 6   | Rengsdorf-Waldbreitbach | 25.908               | 124,19           | 20          |
| 7   | Unkel                   | 13.023               | 26,53            | 4           |